# Oxalis obliquifolia
Oxalis obliquifolia là một loài thực vật có hoa trong họ Chua me đất. Loài này được Steud. ex A.Rich. mô tả khoa học đầu tiên năm 1847.

## Hình ảnh

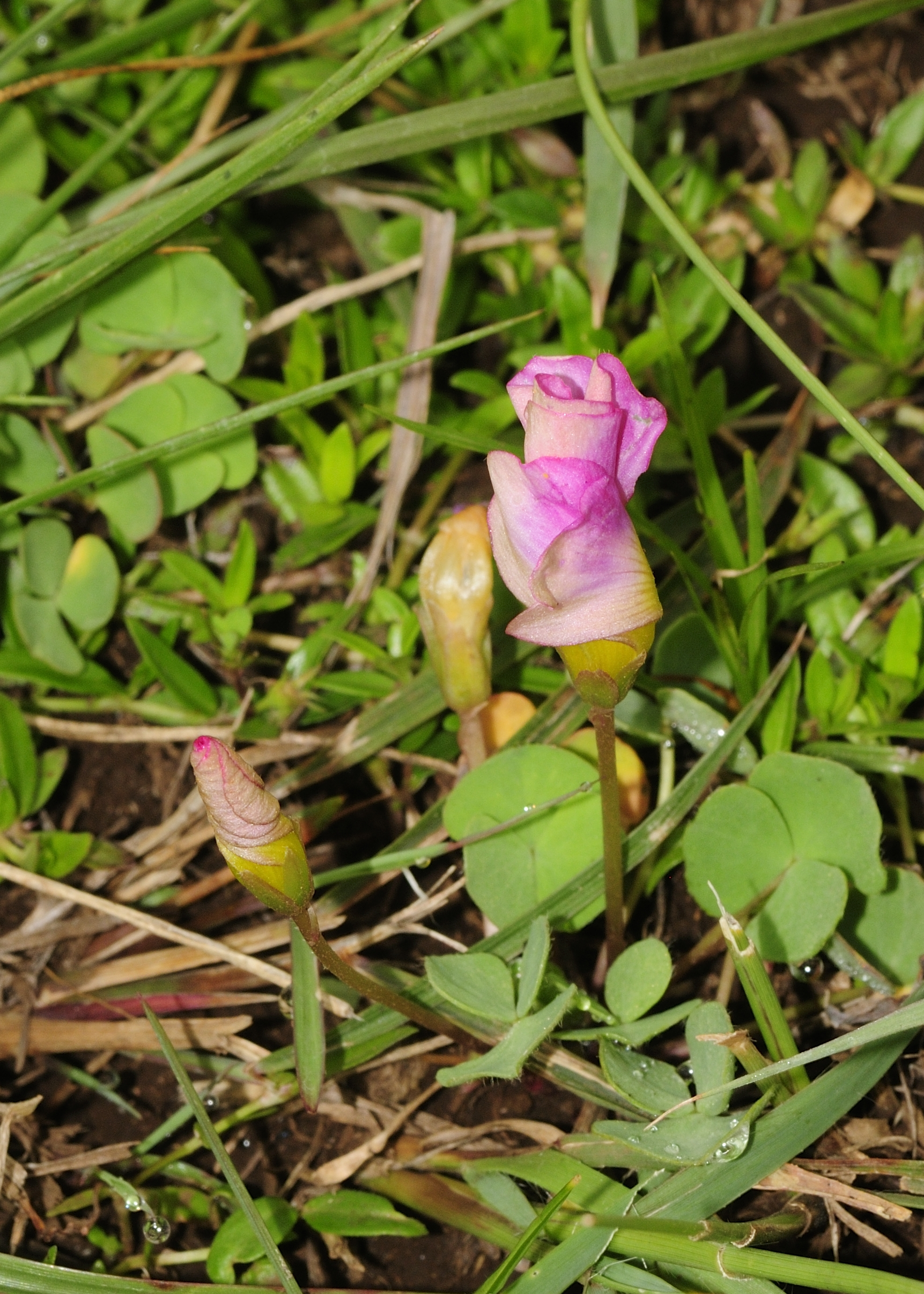
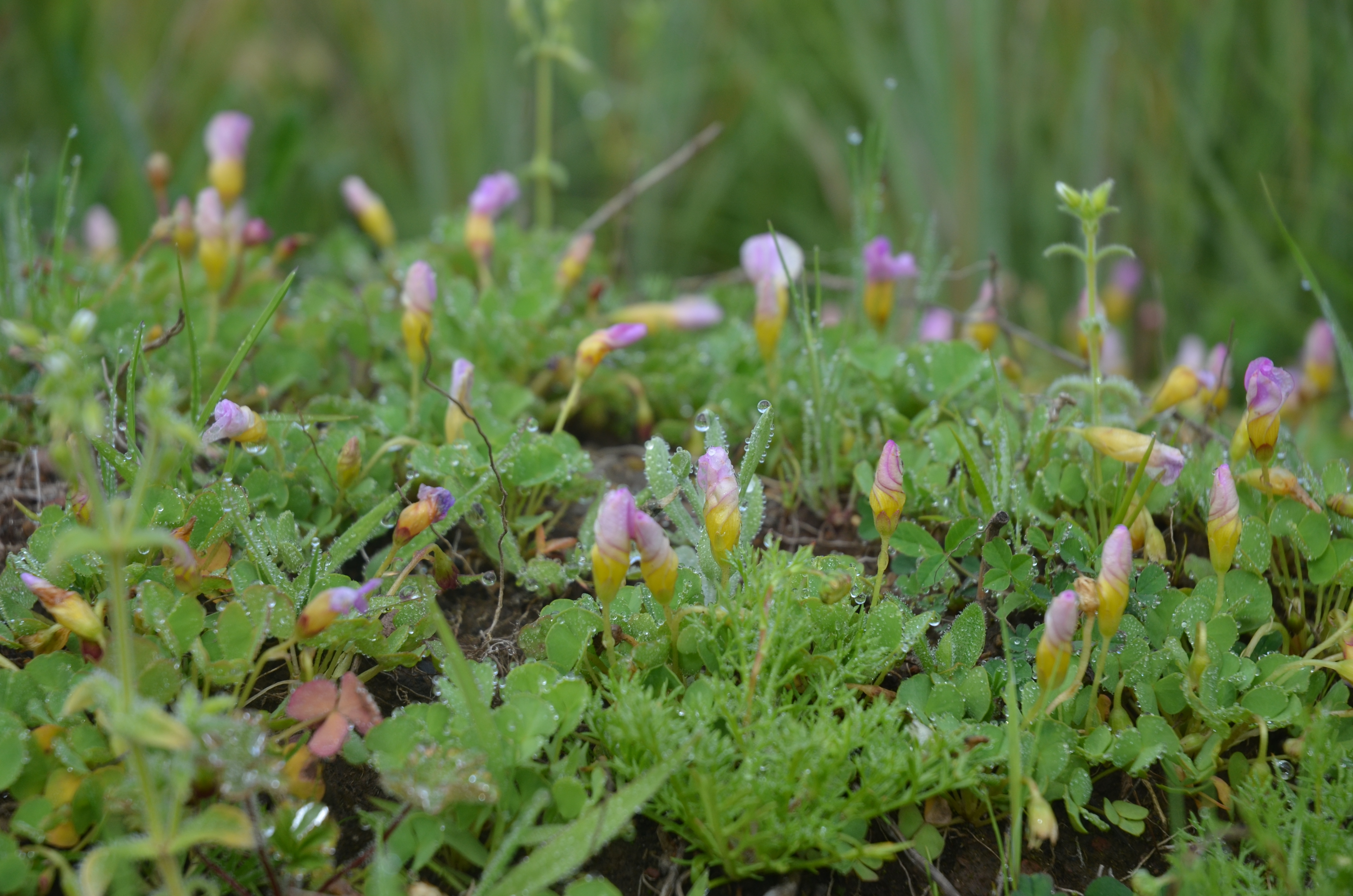